# Rutidermatidae
Rutidermatidae är en familj av kräftdjur. Rutidermatidae ingår i överfamiljen Sarsielloidea, ordningen Myodocopida, klassen musselkräftor, fylumet leddjur och riket djur. Enligt Catalogue of Life omfattar familjen Rutidermatidae 25 arter. 
Kladogram enligt Catalogue of Life:
| Rutidermatidae | \| \| Alternochelata \| \| \| \| \| \| Rutiderma \| \| \| \| |
|                | \| \| Alternochelata \| \| \| \| \| \| Rutiderma \| \| \| \| |
|                | Philomedidae                                                 |
|                |                                                              |
|                | Sarsiellidae                                                 |
|                |                                                              |
|                | Alternochelata                                               |
|                |                                                              |
|                | Rutiderma                                                    |
|                |                                                              |

|  | Alternochelata |
|  |                |
|  | Rutiderma      |
|  |                |